# TYC 8998-760-1
TYC 8998-760-1는 약 1,700만 년 가량 된 젊은 항성체로 파리자리 방향으로 약 310 광년 떨어져 있다. 질량은 태양의 1.00±0.02배이다.

## 행성계
2개의 거대한 외계 행성이 공전하는 것이 알려져 있다. 유럽 남방 천문대 소속의 VLT에서 SPHERE를 사용하여 두 행성을 촬영하였다. 태양과 비슷한 별을 도는 여러 행성을 직접 촬영한 이미지로서는 최초이다. 젊은 별에 속한 원시 행성인 탓에 고온으로 적외선을 방출하고 있어 상대적으로 쉽게 관측할 수 있었다.

### TYC 8998-760-1 b
TYC 8998-760-1 b은 거대 기체 행성으로서 질량은 목성의 14배이고 반지름은 3RJ이다. 궤도 반지름은 162 AU (2.42×1010 km; 1.51×1010 mi)이며 해왕성의 궤도반지름의 5배보다 약간 더 길다. 2021년 7월, 천문학자들은 외계 행성의 대기에서 동위원소를 처음으로 발견하였다. 발견된 동위원소는 탄소-13(C13)이다.

### TYC 8998-760-1 c
TYC 8998-760-1 c은 거대 기체 행성으로서 질량은 목성의 6배이고 궤도반지름은 320 AU (4.8×1010 km; 3.0×1010 mi)이며 해왕성의 궤도 반지름의 11배보다 약간 더 길다.